# تیموکام
تیموکام (انگلیسی: Timocom) شرکت فناوری اطلاعات آلمانی است، که در سال ۱۹۹۷ تأسیس شد.